# هل تسمعين صهيل أحزاني؟
هل تسمعين صهيل أحزاني، مجموعة شعرية من مؤلفات الشاعر العربي السوري نزار قباني، صدرت في عام 1991، عن منشورات نزار قباني في بيروت، لبنان.